# Trésor (roman)
Pour les articles homonymes, voir Trésor (homonymie).
Trésor (titre original : Treasure) est un roman policier américain de Clive Cussler paru en 1988.

## Personnages
- Dirk Pitt
- Al Giordino